# ملعب فيرناندو توريس
ملعب فيرناندو توريس هو ملعب تصل سعته إلى حوالي 2500 مقعد يقع في مدينة مدريد مقاطعة فوينلابارادا، الملعب يستعمل لاستقبال مباريات نادي فوينلابرادا سمي بهذا الاسم تكريما للأسطورة فيرناندو توريس الذي سجل في نهائيين متتاليين لليورو 2008 و 2012. يعتبر الملعب من أصغر الملاعب في مدينة مدريد ألوان الملعب الأساسية هي الأزرق و هو معقل نادي فوينلابرادا والذي تم تأسيسه عام 1975.